# Pick Up (Auszeichnung)
Der Bayerische Rockpreis PICK UP, ab 2017 als Bayerischer Popkulturpreis bezeichnet, ist eine Auszeichnung, die seit 1991 durch das Rock.Büro SÜD, den Verband für Popkultur in Bayern (bis 2011 unter dem Namen Arbeitsgemeinschaft Bayerischer Musikinitiativen) und den Sender Rockantenne verliehen wird. Gewürdigt werden durch ihn Initiativen oder Einzelpersonen, die sich um die Bayerische Rock- und Popmusikszene verdient gemacht haben. Der Preis ist undotiert und wird als Wanderpreis in Form einer weiß-blauen E-Gitarre verliehen, welche die Form der Umrisse des Bundeslandes Bayern hat.
Der Jury gehören Politiker, Musikredakteure und Vertreter der Musikindustrie an.

## Preisträger
- 1991 Dr. Max Brunner, Kulturreferent der Stadt Passau
- 1992 Martin Wehrhahn, Leiter der Abteilung Technik im Kulturreferat der Stadt München
- 1993 Michaela und Josef Fichtner, Redakteure der Mittelbayerischen Zeitung, Regensburg
- 1994 Genossenschaftsverband Bayern
- 1995 Josef Dillenkofer, Direktor der Bayerischen Musikakademie, Hammelburg
- 1996 Karl Freller
- 1997 Peter Maffay
- 1998 Die Zeitschrift Der Musikmarkt
- 1999 Maigk Sommer, Musikbeauftragter der Stadt Aschaffenburg
- 2000 Walter Hertle, Betreiber des Musikclubs Weißes Roß in Immeldorf
- 2001 Bezirk Unterfranken
- 2002 Erwin Teufel
- 2003 Zündfunk
- 2004 Der Jugendtarif der GEMA
- 2005 Das Label Hausmusik
- 2006 Der Stadtjugendring Augsburg und das Stadtmagazin Neue Szene Augsburg
- 2007 Schandmaul
- 2008 Nürnberger Nachrichten und die Süddeutsche Zeitung
- 2009 Jugendradio Klangbrett[1]
- 2010 Das Gemeinschaftsprojekt Unsere Show in Augsburg
- 2011 Trikont (Label) und Umsonst und Draußen (Würzburg)
- 2012 FEIERWERK, München
- 2013 BY-on, Sonderpreis „Rockmusik in Schule und Gesellschaft“ an Das grüne Klapprad
- 2014 Bernd Schweinar, Sonderpreis „Rockmusik in Schule und Gesellschaft“ an klasse.im.puls
- 2015 Musikzentrale Nürnberg, Sonderpreis „Rockmusik in Schule und Gesellschaft“ an Willkommen mit Musik, Würzburg
- 2016 Jugendcafé Zwiesel, Sonderpreis „Rockmusik in Schule und Gesellschaft“ an Till Hofmann, Marc Liebscher und die Sportfreunde Stiller